# نوکن (کیف)
نوکن (انگلیسی: Noken) نوعی کیف یا کیسه است که در استان‌های پاپوآی غربی و جزیره پاپوآ در اندونزی بافته می‌شود.
کیسه‌های نوکن معمولاً از موادی مانند الیاف درخت، پوست یا برگ‌ها ساخته می‌شوند که به رشته‌های قوی تبدیل می‌شوند و سپس به هم گره می‌زنند یا بافته می‌شوند.
این صنایع دستی پیچیده در طول نسل‌ها منتقل شده‌است و نیاز به مهارت‌های دقیق، مراقبت اختصاصی و بینش هنری دارد. محصول نهایی یک کیسه بادوام و همه‌کاره است که معمولاً برای حمل و نگهداری چیزهایی مانند غذا یا هیزم و حتی برای حمل کودکان کوچک یا حیوانات استفاده می‌شود.
نوکن خارج از استفاده روزمره خود، به‌طور سنتی اهداف اجتماعی و اقتصادی زیادی را نیز انجام می‌دهد. به عنوان مثال، نوکن به عنوان نوعی نماد وحدت فرهنگی در میان بیش از ۲۵۰ گروه قومی در منطقه عمل می‌کند. با توجه به ارزش آن، می‌توان از آن به عنوان یک نوع سرمایه اقتصادی استفاده کرد و اغلب نقشی نمادین در حل و فصل مسالمت‌آمیز اختلافات ایفا می‌کند.
در سال‌های اخیر، حیات این میراث اصلی پاپوآ در معرض تهدید قرار گرفته‌است، اما پس از اضافه شدن نوکن به فهرست میراث فرهنگی ناملموس یونسکو و نیاز به حفاظت فوری در ۴ دسامبر سال ۲۰۱۲، گام‌های بزرگی برای تضمین ماندگاری نوکن برای نسل‌های آینده برداشته شده‌است.

## نگارخانه

فروش و ساخت نوکن
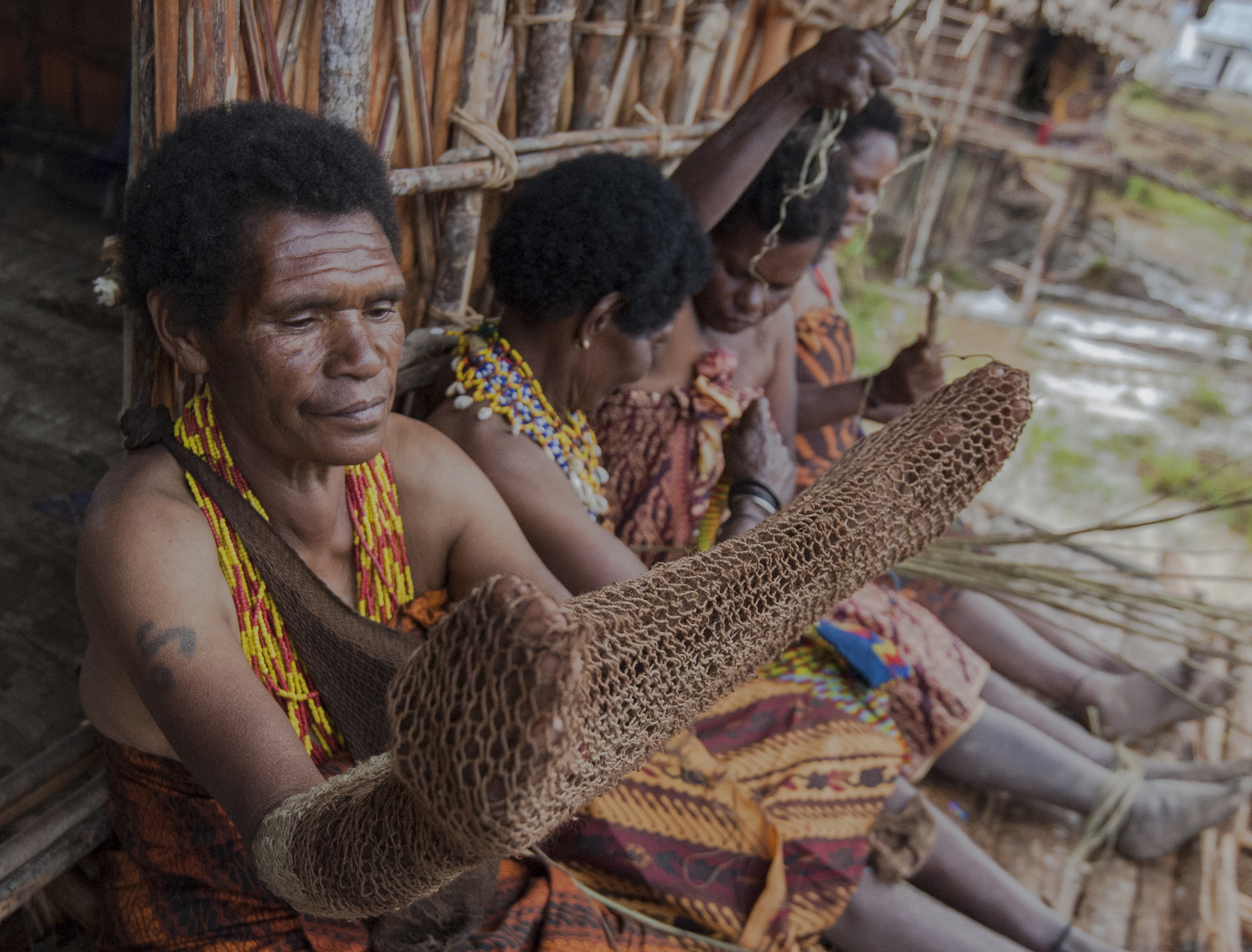
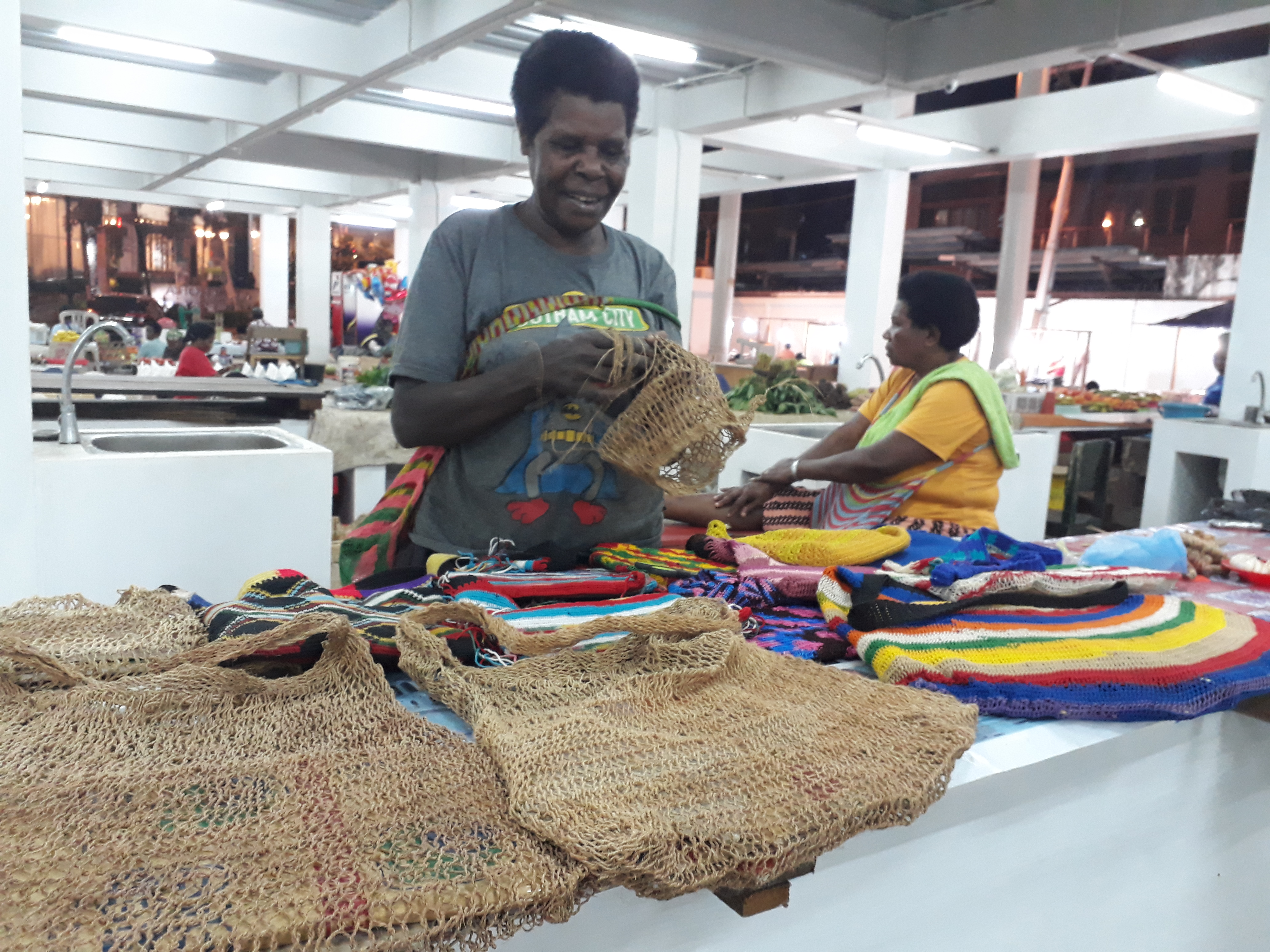
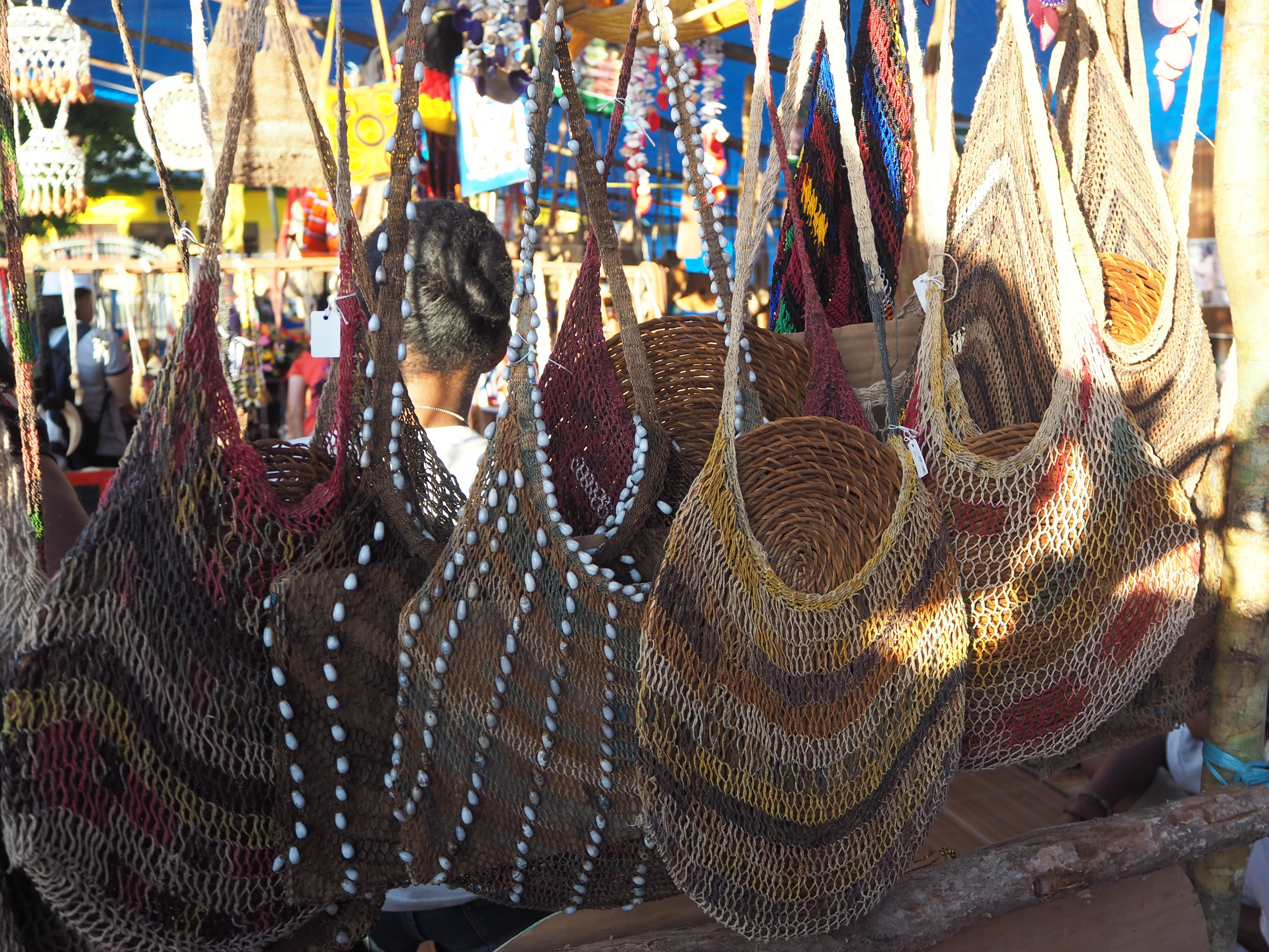
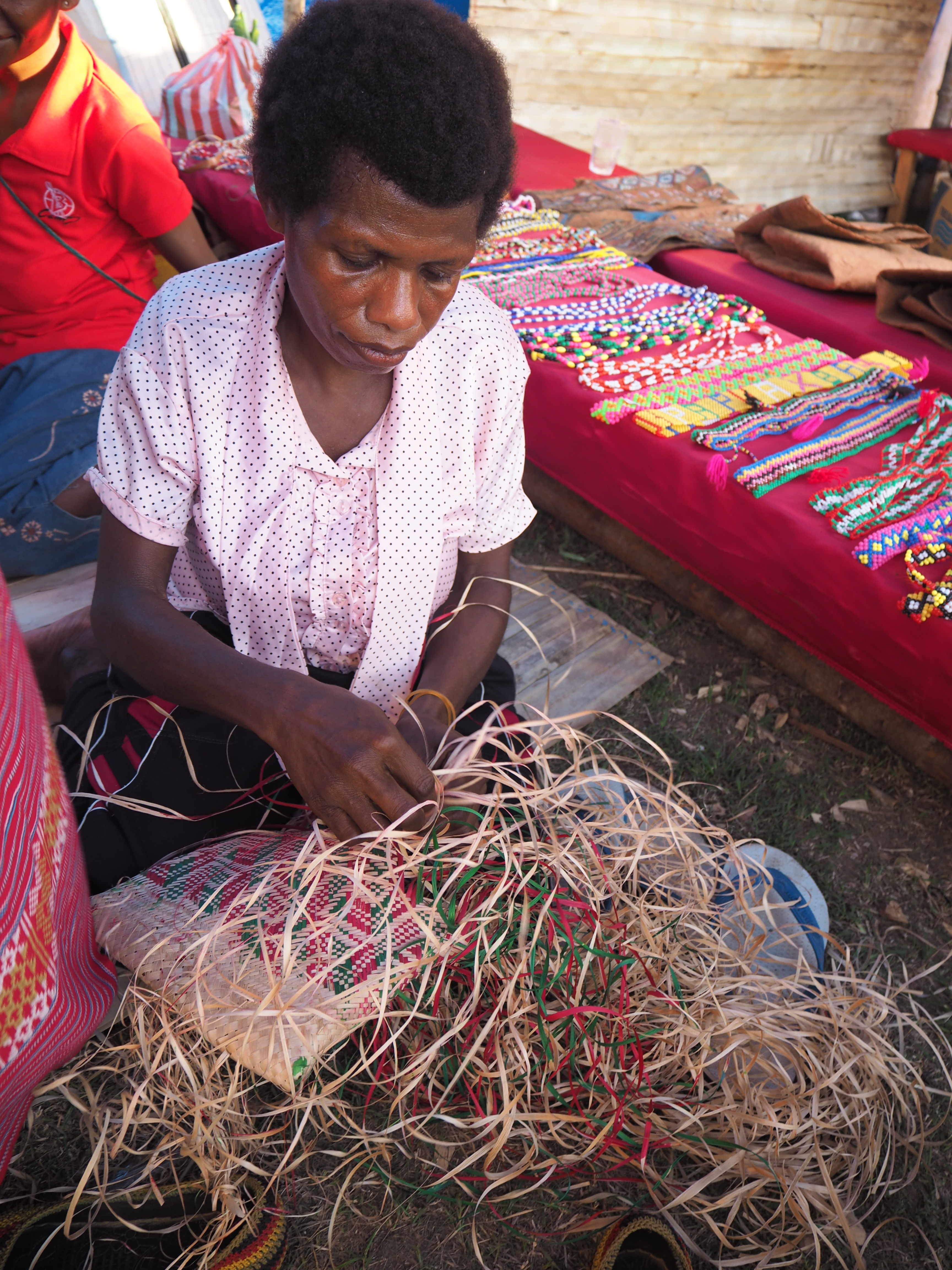
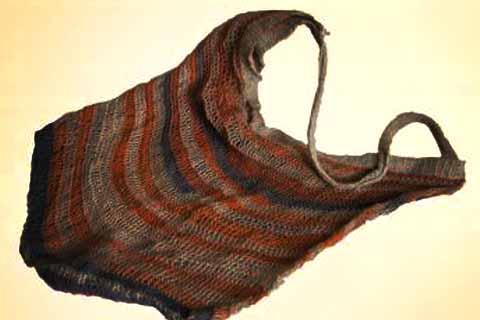